# 大欖懲教所
大欖懲教所（英語：Tai Lam Correctional Institution），是香港懲教署轄下的一所低度設防的懲教所，位於新界屯門大欖涌大欖涌道108 號。該所所在的建築，原為大欖涌水塘水壩工程職員宿舍，在1957年水塘完工後，被移交予監獄署改為大欖監獄，並於翌年完成，收容吸毒犯人。:161969年，隨著《戒毒所條例》的制定，大欖監獄正式成為戒毒所。:251980年，改建為普通懲教所，同時更名為大欖懲教所，現關押短刑期或餘下短刑期的男性成年積犯。

## 松柏園
大欖懲教所內附設專門收押囚長者的松柏園，雖然香港法例第234A章監獄規則第38條規定在囚人士須參與勞動，懲教署已為所有年滿65歲的在囚人士作出豁免，因此囚禁於松柏園的長者無須擔當任何粗重勞動，日間時間可參與太極、書法等興趣班，駐守松柏園的所有懲教人員都有護理文憑，並有衞生署醫官24小時當值，照顧在囚長者醫療需要。

## 外部連結
- 懲教署：大欖懲教所（页面存档备份，存于）